# NGC 5714
NGC 5714 (również PGC 52307 lub UGC 9431) – galaktyka spiralna (Sc), znajdująca się w gwiazdozbiorze Wolarza w odległości około 130 milionów lat świetlnych od Ziemi. Odkrył ją William Herschel 12 maja 1787 roku.
W galaktyce tej zaobserwowano supernową SN 2003dr, która okazała się ciekawa z tego powodu, że w jej widmie wykryto silne linie emisyjne wapnia.